# Bleiburger Wiesenmarkt

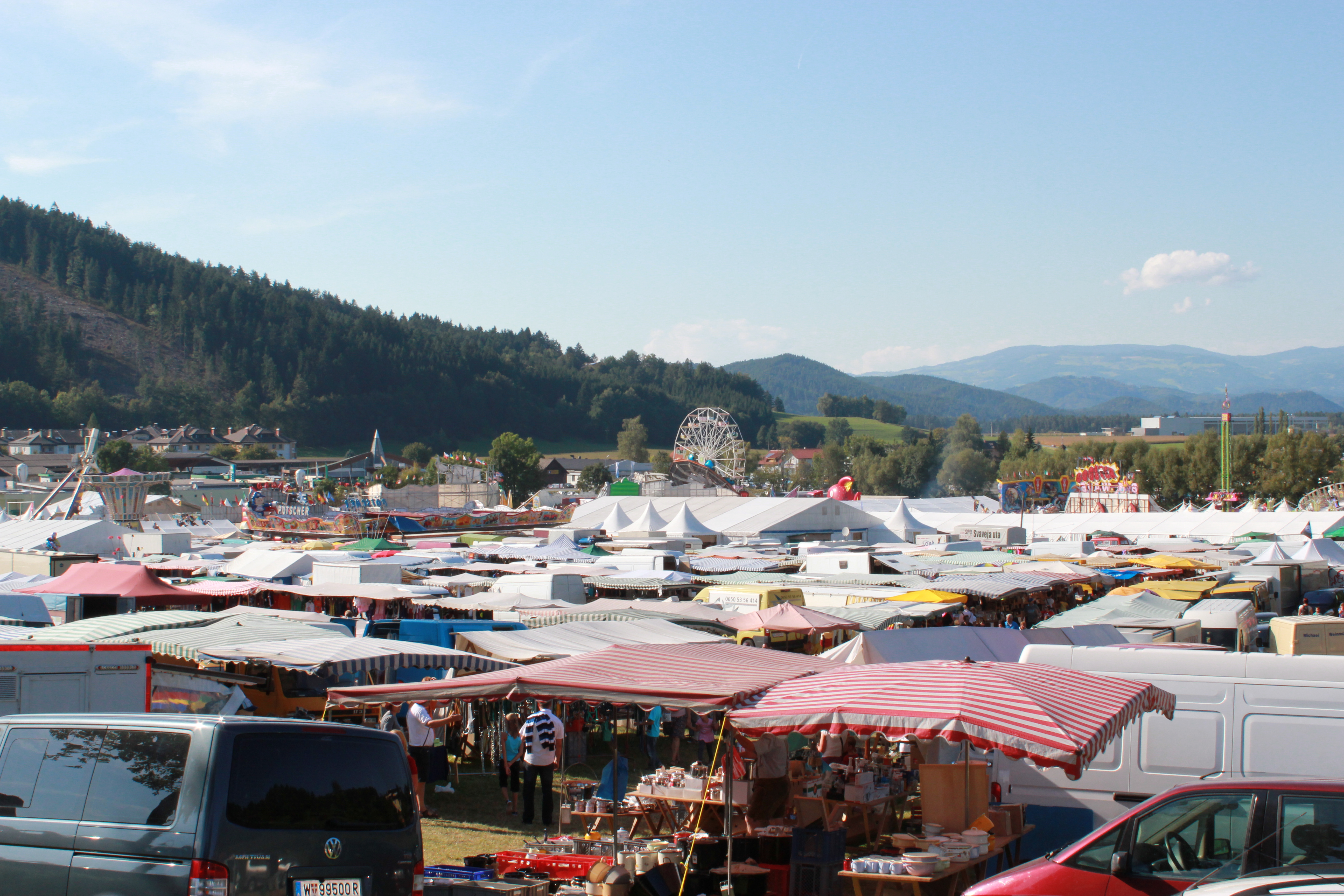
Blick über das Veranstaltungsgelände

Der Bleiburger Wiesenmarkt ist ein seit 1393 alljährlich stattfindendes Volksfest in Bleiburg im österreichischen Bundesland Kärnten. Seit geraumer Zeit wird es um den Tag des Ägydius (1. September) an vier aufeinander folgenden Tagen abgehalten und gilt als Unterkärntens größte Veranstaltung dieser Art. Angeschlossen ist eine Ausstellung von Landmaschinen, welche die regionale wirtschaftliche Bedeutung dieses Ereignisses unterstreicht.

## Geschichte

### Vorgeschichte
Nach dem Sturz des Geschlechtes der Auffensteiner fielen Burg und Stadt Bleiburg 1369 an die österreichischen Herzöge und wurde nach St. Veit an der Glan, Völkermarkt und Klagenfurt die vierte landesfürstliche Stadt in Kärnten. Herzog Leopold überwachte selbst den Wiederaufbau der Stadt und erneuerte zusammen mit seinem Bruder Herzog Albrecht das schon 1325 von Graf Ulrich von Pfannberg verliehene Stadtrecht. Es umfasste 20 Punkte und hatte eine Besonderheit: das Recht der Bannmeile. Dieses besagt, dass im Umkreis von 7,5 km um die Stadt nur Bleiburger Handwerker und Wirte ihre Waren anbieten durften, ausgenommen an den Tagen, an denen der Wiesenmarkt stattfand. 
1386 fiel Herzog Leopold in der Schlacht bei Sempach im Krieg gegen die Eidgenossen und der herzögliche Vasall Haug von Tybein kümmerte sich wenig um das landesfürstliche Gut Bleiburg. Herzog Albrecht stellte ihm ab 1392 Rudolf von Pernegg als Pfleger zur Seite. Dieses Pflegeramt blieb bis zur Mitte des 19. Jahrhunderts bestehen.

### Verleihung des Marktrechts
Um die Entwicklung der Stadt weiter zu fördern, verlieh Herzog Albrecht den Bleiburgern am 16. März 1393 das Recht zur Abhaltung eines Wiesenmarkts, der damals um den 15. August stattzufinden hatte.
Hier heißt es (gekürzt):
„Wir Albrecht von gots gnaden hertzog ze Österreich, ze Steyr, ze Kernden und ze krain, grave ze Tirol etc. bekhennen und thun khundt..., das wir haben bedacht die trew und frumbkhait unser getrewen der burger gemainlich ze Pleiburg ..., das sy nu ... daselbs ze Pleiburg alle jar auf unser Frawen tag zu der Schidung im August zwen tag vor und zwen tag hinnach ainen offen freyn jarmarkht sullen haben mit allerlay khaufmannschaft und gewerb und geben in auch darzu alle die recht, gnad und freihait und guet gewonhaiten ...“
Kurze Zeit fand der Markt innerhalb der Stadtmauern Platz; dann entwickelte er sich zum größten Viehmarkt Unterkärntens, so dass er nach außen verlegt werden musste. Verbunden mit dem wirtschaftlichen Erfolg war die Ausweitung zu einem beliebten Volksfest, das bis heute erhalten geblieben ist.

### Entwicklung
Schon der erste Markt brachte Streitigkeiten mit sich, so dass Herzog Albrecht aus den Reihen der Bleiburger Bürger einen Stadtrichter wählen ließ, der für Recht und Ordnung sorgen sollte. Todesurteile über „Malefizpersonen“  fielen aber nicht in seine Zuständigkeit.
1428 ermöglichten die Gebrüder Jörg und Hans Gutensteiner eine Vergrößerung des Marktplatzes, indem sie eine weitere Wiese zur Verfügung stellten – als Gegenleistung für die Verleihung des Schlosses Sorgendorf. Ein Vertrag über die Wiesenmarkt – Abgaben vom 22. Juli 1428 gilt noch heute. Für die Wiese sollte alljährlich ein roter Beutel übergeben werden, „der 14 Wiener pfennige werth ist, und 2 loth Muskat und Nagelein…“ enthielt.  1441 bestätigte Herzog Albrecht, Bruder König Friedrichs von Habsburg, der Stadt Bleiburg ihre Handelsrechte.

## Adaptionen
- Der Maler Werner Berg (1904–1981) galt als eifriger Besucher des Wiesenfestes; er setzte seine Beobachtungen in Bilder um, zum Beispiel „Landmaschinen“ (1967) oder „Schießbude“ (1958). Der Wiesenmarkt nimmt einen breiten Raum in seinem Schaffen ein. Seine Werke sind im Werner Berg - Museum in Bleiburg zu sehen.[2]
- Die Künstlerin Kiki Kogelnik (1935–1997) wurde in Bleiburg geboren; sie entwarf den neuen Freyungs-Brunnen auf dem Hauptplatz, wo sich früher der Markt- und Gerichtsplatz befand. In die Gestaltung einbezogen wurde ein monumentaler, geschmiedeter Stierkopf; der Stier ist das Wappentier von Bleiburg und Symbol für den Apostel Lukas, dem Patron der Stadt.